# Bures-les-Monts
Pour les articles homonymes, voir Bure.
Ne pas confondre avec Buais-les-Monts, commune nouvelle du sud du département de la Manche limitrophe.
Bures-les-Monts est une ancienne commune française, située dans le département du Calvados en région Normandie, devenue le 1er janvier 2016 une commune déléguée au sein de la commune nouvelle de Souleuvre en Bocage.
Elle est peuplée de 137 habitants.

## Géographie
Commune limitrophe du département de la Manche (commune de Guilberville) au nord, son territoire est limité au sud par la Vire, qui y empreinte une vallée encaissée (site des gorges de la Vire). Bures-les-Monts se situe en bordure du Saint-Lois, dans le Bocage virois. Typique du bocage, son habitat est dispersé, à tel point qu'il n'y a pas de réel bourg. Son principal lieu-dit, la Cour de Bas (église, mairie, château) est à 6,5 km à l'est de Pont-Farcy, à 11 km au sud de Torigni-sur-Vire, à 12 km à l'ouest du Bény-Bocage et à 18 km au nord de Vire.
Traversée par la seule route départementale no 306 qui passe par le principal lieu-dit (la Cour de Bas), la commune n'est pas pour autant éloignée des axes importants que constituent l'autoroute A84 et la D 674 (ancienne route nationale 174). La D 306 permet de rejoindre Campeaux (D 674) à l'est et la D 675 (ancienne route nationale 175) et Pont-Farcy à l'ouest. L'accès à l'A84 est à 4,5 km au nord vers Caen (sortie 40) et à 6 km à l'ouest vers Rennes (sortie 39).
Bures-les-Monts est dans le bassin de la Vire qui délimite le territoire au sud. Les eaux du territoire communal sont drainées par deux de ses affluents dont l'un, le ruisseau du Hamel au Brun, fait fonction de limite départementale au nord et communale à l'ouest. L'autre est entièrement sur la commune.
Le point culminant (256/257 m) se situe au nord-est, au lieu-dit le Perron. Le point le plus bas (54 m) correspond à la sortie de la Vire du territoire, à l'ouest. La commune est bocagère.
Le climat est océanique, comme dans tout l'Ouest de la France. Les stations météorologiques les plus proches sont Caen-Carpiquet, à 46 km, et Granville-Pointe du Roc, à 47 km. Le Bocage virois s'en différencie toutefois pour la pluviométrie annuelle qui, à Bures-les-Monts, avoisine les 950 mm.
| Guilberville (comm. nouv. de Torigny-les-Villes, Manche) | Guilberville (comm. nouv. de Torigny-les-Villes, Manche) | Mont-Bertrand (comm. nouv. de Souleuvre en Bocage), Campeaux (comm. nouv. de Souleuvre en Bocage) |
| Pont-Farcy (comm. nouv. de Tessy-Bocage, Manche)         | Bures-les-Monts                                          | Malloué (comm. nouv. de Souleuvre en Bocage)                                                      |
| Pont-Bellanger                                           | Pont-Bellanger                                           | Malloué (comm. nouv. de Souleuvre en Bocage)                                                      |

## Toponymie
Bures, Burum en 1269 à la suite d'une fausse latinisation : le toponyme est issu du germanique bûr, « hutte », ou bure, « ferme ». En 1920, la commune de Bures adopte le nom de Bures-les-Monts afin d'éviter les homonymies (la commune est située sur le synclinal bocain).
Le gentilé est Burinois ou Burais.

## Histoire
Le 1er janvier 2016, Bures-les-Monts intègre avec dix-neuf autres communes la commune de Souleuvre en Bocage créée sous le régime juridique des communes nouvelles instauré par la loi no 2010-1563 du 16 décembre 2010 de réforme des collectivités territoriales. Les communes de Beaulieu, Le Bény-Bocage, Bures-les-Monts, Campeaux, Carville, Étouvy, La Ferrière-Harang, La Graverie, Malloué, Montamy, Mont-Bertrand, Montchauvet, Le Reculey, Saint-Denis-Maisoncelles, Sainte-Marie-Laumont, Saint-Martin-des-Besaces, Saint-Martin-Don, Saint-Ouen-des-Besaces, Saint-Pierre-Tarentaine et Le Tourneur deviennent des communes déléguées et Le Bény-Bocage est le chef-lieu de la commune nouvelle.

## Politique et administration
| Période                                  | Période       | Identité        | Étiquette | Qualité     |
| ---------------------------------------- | ------------- | --------------- | --------- | ----------- |
| ?                                        | 1977          | H. Cousin       | -         | -           |
| 1977                                     | mars 2008     | Gérard Victoire | -         | Agriculteur |
| mars 2008                                | décembre 2015 | Alain Mauduit   | SE        | Agriculteur |
| Les données manquantes sont à compléter. |               |                 |           |             |

Le conseil municipal était composé de onze membres dont le maire et un adjoint. Ces conseillers intègrent au complet le conseil municipal de Souleuvre en Bocage le 1er janvier 2016 jusqu'en 2020 et Alain Mauduit devient maire délégué.

## Démographie
En 2022, la commune comptait 137 habitants. Depuis 2004, les enquêtes de recensement dans les communes de moins de 10 000 habitants ont lieu tous les cinq ans (en 2006, 2011, 2016, etc. pour Bures-les-Monts) et les chiffres de population municipale légale des autres années sont des estimations.
Bures-les-Monts a compté jusqu'à 413 habitants en 1806.
| 1793 | 1800 | 1806 | 1821 | 1831 | 1836 | 1841 | 1846 | 1851 |
| ---- | ---- | ---- | ---- | ---- | ---- | ---- | ---- | ---- |
| 392  | 399  | 413  | 402  | 406  | 405  | 400  | 388  | 380  |

| 1856 | 1861 | 1866 | 1872 | 1876 | 1881 | 1886 | 1891 | 1896 |
| ---- | ---- | ---- | ---- | ---- | ---- | ---- | ---- | ---- |
| 365  | 359  | 329  | 336  | 314  | 295  | 289  | 262  | 238  |

| 1901 | 1906 | 1911 | 1921 | 1926 | 1931 | 1936 | 1946 | 1954 |
| ---- | ---- | ---- | ---- | ---- | ---- | ---- | ---- | ---- |
| 237  | 223  | 216  | 184  | 190  | 230  | 245  | 205  | 193  |

| 1962 | 1968 | 1975 | 1982 | 1990 | 1999 | 2006 | 2011 | 2016 |
| ---- | ---- | ---- | ---- | ---- | ---- | ---- | ---- | ---- |
| 167  | 162  | 127  | 127  | 126  | 107  | 131  | 150  | 147  |

| 2019 | - | - | - | - | - | - | - | - |
| ---- | - | - | - | - | - | - | - | - |
| 145  | - | - | - | - | - | - | - | - |

## Lieux et monuments
- Église Notre-Dame.
- Gorges de la Vire.

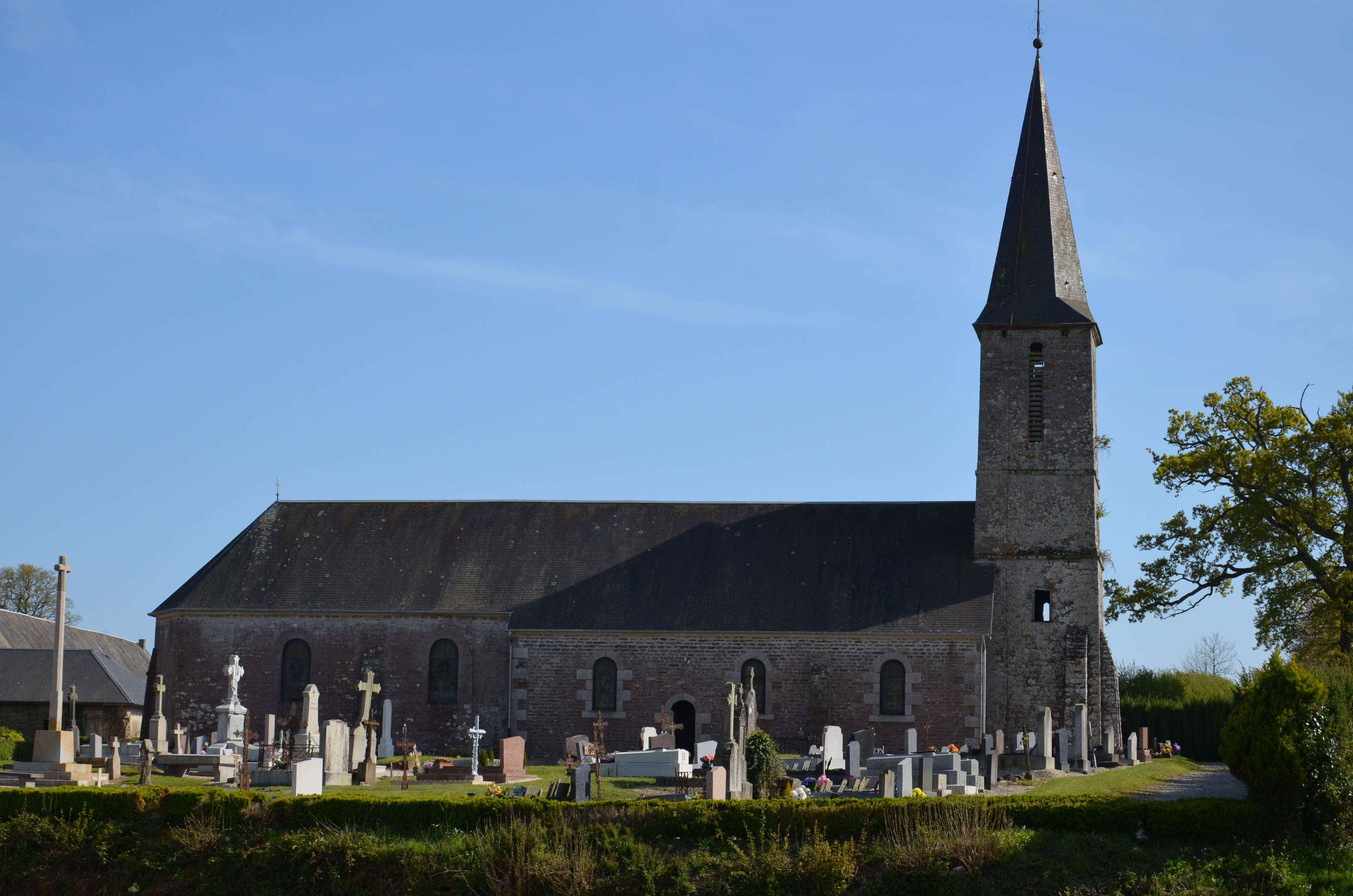
L'église Notre-Dame.

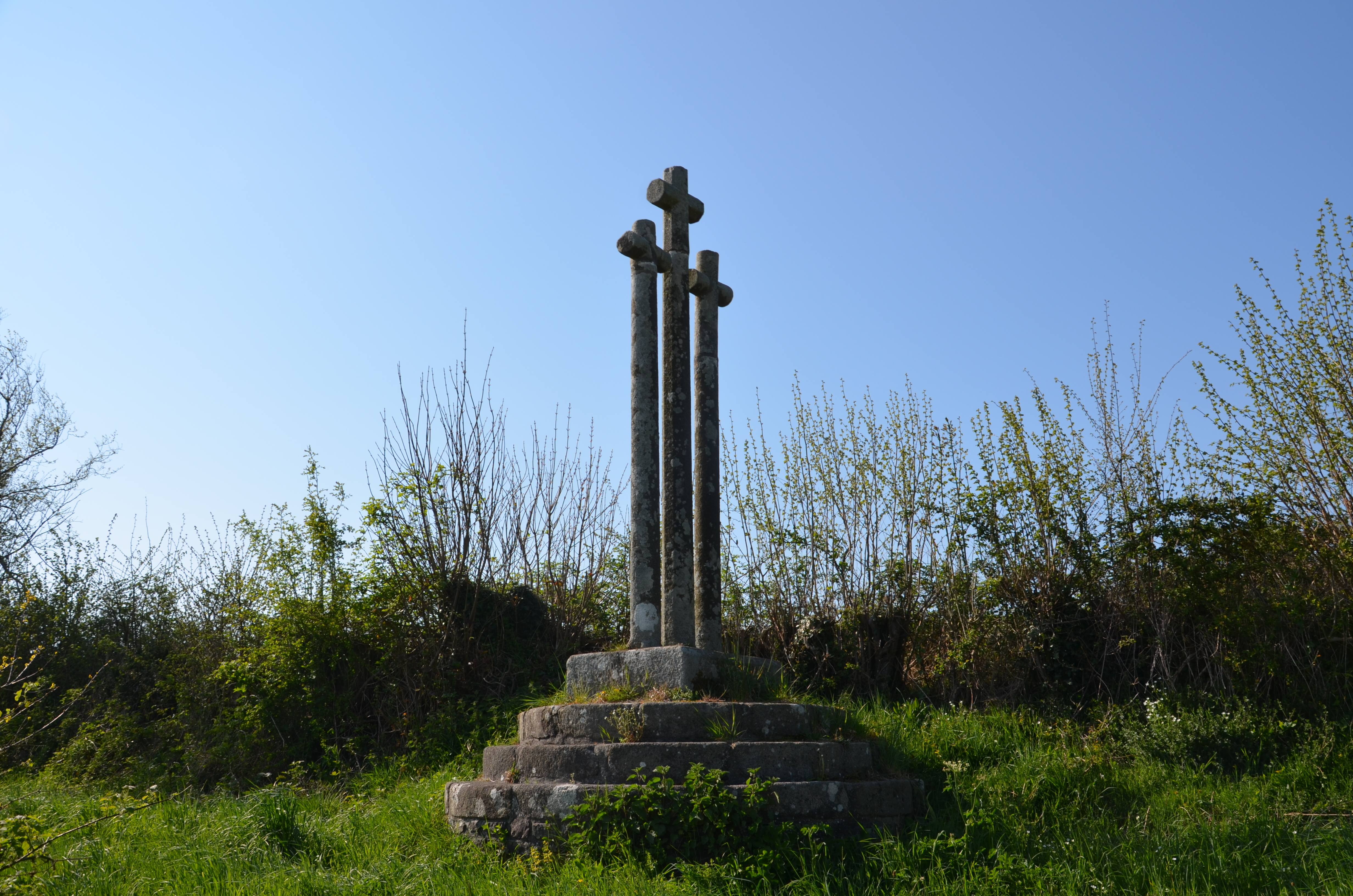
Les Trois Croix.

- Les Trois Croix, calvaire du XVe siècle.
- Château médiéval de la Cour de Bas.
- Étang, près de l'église.

## Activité et manifestations
La commune organise tous les ans les « Médiévales de Bures-les-Monts », sur le site du château. L'évènement a lieu le dimanche qui précède le 15 août et réunit, outre des démonstrations (tir à l'arc, présentation de métiers anciens), des expositions, culturelles ou marchandes. En 2009, on pouvait par exemple y trouver une exposition retraçant la vie de Richard Cœur de Lion, prêtée pour l'occasion par les Archives départementales du Calvados. Cette manifestation est financée par l'ATVS (Association touristique de la vallée de la Souleuvre) en partenariat avec la municipalité et le comité d'animation de la commune.